# Acordo Lindsay-Corral
O acordo Lindsay-Corral foi um projeto de tratado entre a Bolívia e o Chile assinado em 5 de dezembro de 1872 em La Paz pelo chanceler boliviano Casimiro Corral e pelo plenipotenciário chileno Santiago Lindsay para resolver os problemas decorrentes da aplicação do Tratado de Fronteira entre a Bolívia e o Chile de 1866, especialmente a zona de benefícios mútuos entre os paralelos 25°S e 23°S.
Lindsay chegou a La Paz com instruções para garantir para o Chile o território até o paralelo 24°S, confirmar a inclusão do Mineral de Caracoles na área e garantir o salitre e o bórax entre os produtos afetados da zona de benefício mútuo. Aparentemente, segundo Robert N. Burr, ele foi autorizado a oferecer à Bolívia a compra da faixa boliviana.:121-122
Em julho de 1872, a expedição de Quevedo desembarcou na costa boliviana.
Apesar das inúmeras dificuldades e de uma atmosfera negativa no ambiente político boliviano, os negociadores chegaram a um acordo que incluía:
- manter o paralelo 24°S como fronteira norte-sul entre os dois países
- os impostos arrecadados sobre os minerais exportados entre os paralelos 23°S no norte e 25°S no sul continuariam a ser distribuídos igualmente entre os dois países.
- seriam criadas comissões mistas para determinar a localização das minas e o Imperador do Brasil seria o árbitro em caso de desacordo.
- os produtos submetidos a esta norma seriam os próprios minerais, mas também salitre, bórax, sulfatos e outros materiais inorgânicos que são entendidos no sentido genérico da palavra.
- o Chile seria autorizado a examinar livros bolivianos de arrecadação
- a Bolívia só poderia estabelecer um escritório dentro da faixa territorial chilena, com os mesmos direitos que os chilenos na faixa boliviana.
- as tarifas de exportação para os produtos afetados seriam acordadas de comum acordo, sem alterações unilaterais.

O historiador peruano Jorge Basadre escreve:
O tratado Corral-Lindsay foi muito mal visto pelo governo e pela imprensa peruana. Aconselhou insistentemente a Bolívia a condená-lo, bem como ao tratado de 1866, buscando um melhor arranjo ou dando lugar, com o fracasso das negociações, à mediação do Peru e da Argentina.
Dois meses depois, em 6 de fevereiro de 1873, o Tratado de Aliança Defensiva (Peru-Bolívia) foi assinado secretamente, dando ao Peru o direito de veto sobre os subsequentes tratados fronteiriços bolivianos.
No Chile, o tratado foi aprovado e promulgado pelo presidente Federico Errázuriz sem maiores formalidades, considerando-o não um novo tratado, mas apenas um esclarecimento do tratado de 1866.
Em 19 de maio de 1873, a Assembleia Boliviana adiou a resolução sobre o acordo para o ano seguinte.:128
Em 1874, foi assinado entre os dois países o Tratado de Fronteira entre Bolívia e Chile de 1874, que eliminou a mediania na arrecadação fiscais  na zona de benefícios mútuos, mas aplicou uma proibição de criação ou aumento de impostos sobre pessoas ou empresas chilenas na faixa boliviana entre 23°S e 24°S. A violação desta cláusula pela Bolívia desencadeou a Guerra do Pacífico.